# Schweizer Futsalmeisterschaft 2008/09
Die 3. Schweizer Meisterschaft im Futsal begann am 23. November 2008 und endete am 22. Februar 2009.
Futsal-Schweizermeister wurden erneut die Futsal Löwen Zürich (immer noch als Futsalabteilung des FC Seefeld Zürich), die ihren Titel somit verteidigen konnten. Die Anzahl teilnehmender Teams erhöhte sich gegenüber der Vorsaison von 28 auf 47. In der NLA gab es zwei Gruppen mit je acht Teams, die NLB wurde auf vier Gruppen aufgestockt, drei mit acht und eine mit sieben Mannschaften. In die NLA aufgestiegen waren die beiden Gruppensieger R.C.D Futsal (damals noch als Futsalabteilung des FC Lusitanos), MNK Croatia 97 und die beiden Gruppenzweiten FC Concordia Lausanne und die Walking Sticks, die jedoch noch vor der Saison vom FC Basel übernommen wurden. Damit war erstmals ein professioneller Fussballclub in der höchsten Schweizer Futsal-Spielklasse vertreten.
Torschützenkönig wurde Oliver Lapcevic vom FC Schaffhausen Futsal mit 33 Treffern.

## Nationalliga A – 2008/09
In der NLA nahmen 16 Teams teil, je acht in der West- und Ostgruppe. Jedes Team absolvierte je ein Spiel gegen jeden Gruppengegner, sodass sieben Runden absolviert wurden. Die besten vier Teams qualifizierten sich für die Viertelfinals, während der Letztplatzierte jeder Gruppe absteigen musste. Für die fünft- bis siebtplatzierten Teams war die Saison nach der Hauptrunde beendet.

### Teilnehmer Nationalliga A – Saison 2008/09
| Gruppe West                                    | Gruppe Ost                                         |
| ---------------------------------------------- | -------------------------------------------------- |
| Uni Futsal Team Bulle                          | FC Schaffhausen Futsal                             |
| Mobulu Futsal Uni Bern                         | Union 7 Futsal Club Zürich                         |
| R.C.D Futsal (damals FC Lusitanos) (A)         | Futsal Löwen Zürich (damals FC Seefeld Zürich) (M) |
| Futsal Delminium (damals NK Tomislavgrad Bern) | Salines Futsal (damals Futsal Team Dinamo Möhlin)  |
| FC Concordia Lausanne (A)                      | MNK Croatia 97 (A)                                 |
| FC Peseux Comète                               | FC Basel (A)                                       |
| Lausanne Futsal Club                           | Benfica Rorschach                                  |
| Futsal Club Cosmos Genève                      | SPVGG Züri 86                                      |

### Qualifikation Nationalliga A

#### Gruppe West
|    | Verein                    | R | S | U | N | Tore  | Diff. | Punkte |
| -- | ------------------------- | - | - | - | - | ----- | ----- | ------ |
| 1. | Uni Futsal Team Bulle     | 7 | 6 | 0 | 1 | 42:27 | +15   | 18     |
| 2. | Mobulu Futsal Uni Bern    | 7 | 5 | 2 | 0 | 57:24 | +33   | 17     |
| 3. | R.C.D Futsal (A)          | 7 | 4 | 1 | 2 | 34:41 | −7    | 13     |
| 4. | Futsal Delminium          | 7 | 3 | 0 | 4 | 36:43 | −7    | 9      |
| 5. | FC Concordia Lausanne (A) | 7 | 2 | 2 | 3 | 35:40 | −5    | 8      |
| 6. | FC Peseux Comète          | 7 | 2 | 1 | 4 | 26:29 | −3    | 7      |
| 7. | Lausanne Futsal Club      | 7 | 2 | 0 | 5 | 36:33 | +3    | 6      |
| 8. | Futsal Club Cosmos Genève | 7 | 1 | 0 | 6 | 32:61 | −29   | 3      |

| Legende | Legende       |
| ------- | ------------- |
|         | Viertelfinals |
|         | Abstieg       |
| (A)     | Aufsteiger    |

|    | Team                      | Bulle | Mobulu | RCD | Delminium | Concordia | Peseux | Lausanne | Cosmos |
| -- | ------------------------- | ----- | ------ | --- | --------- | --------- | ------ | -------- | ------ |
| 1. | Uni Futsal Team Bulle     |       |        |     |           |           |        |          |        |
| 2. | Mobulu Futsal Uni Bern    | 7:2   |        |     |           |           |        |          |        |
| 3. | R.C.D Futsal (A)          | 3:11  | 3:3    |     |           |           |        |          |        |
| 4. | Futsal Delminium          | 2:3   | 5:15   | 4:6 |           |           |        |          |        |
| 5. | FC Concordia Lausanne (A) | 5:7   | 3:3    | 7:8 | 8:6       |           |        |          |        |
| 6. | FC Peseux Comète          | 1:2   | 4:10   | 2:4 | 3:7       | 1:1       |        |          |        |
| 7. | Lausanne Futsal Club      | 4:5   | 3:7    | 9:4 | 5:6       | 4:5       | 3:4    |          |        |
| 8. | Futsal Club Cosmos Genève | 5:12  | 4:12   | 5:6 | 3:6       | 11:6      | 2:11   | 2:8      |        |

#### Gruppe Ost
|    | Verein                     | R | S | U | N | Tore  | Diff. | Punkte |
| -- | -------------------------- | - | - | - | - | ----- | ----- | ------ |
| 1. | FC Schaffhausen Futsal     | 7 | 6 | 0 | 1 | 77:41 | +36   | 18     |
| 2. | Union 7 Futsal Club Zürich | 7 | 5 | 0 | 2 | 47:49 | −2    | 15     |
| 3. | Futsal Löwen Zürich (M)    | 7 | 4 | 1 | 2 | 50:45 | +5    | 13     |
| 4. | Salines Futsal             | 7 | 3 | 0 | 4 | 43:49 | −6    | 9      |
| 5. | MNK Croatia 97 (A)         | 7 | 3 | 0 | 4 | 48:44 | +4    | 9      |
| 6. | FC Basel 1893 Futsal (A)   | 7 | 2 | 2 | 3 | 44:51 | −7    | 8      |
| 7. | Benfica Rorschach          | 7 | 2 | 1 | 4 | 42:47 | −5    | 7      |
| 8. | SPVGG Züri 86              | 7 | 0 | 2 | 5 | 42:67 | −25   | 2      |

| Legende | Legende       |
| ------- | ------------- |
|         | Viertelfinals |
|         | Abstieg       |
| (M)     | Meister       |
| (A)     | Aufsteiger    |

|    | Team                       | Schaffhausen | Union | Löwen | Salines | Croatia | Basel | Benfica | Züri |
| -- | -------------------------- | ------------ | ----- | ----- | ------- | ------- | ----- | ------- | ---- |
| 1. | FC Schaffhausen Futsal     |              |       |       |         |         |       |         |      |
| 2. | Union 7 Futsal Club Zürich | 6:14         |       |       |         |         |       |         |      |
| 3. | Futsal Löwen Zürich (M)    | 6:4          | 6:7   |       |         |         |       |         |      |
| 4. | Salines Futsal             | 4:9          | 5:8   | 4:6   |         |         |       |         |      |
| 5. | MNK Croatia 97 (A)         | 7:8          | 7:10  | 7:9   | 5:7     |         |       |         |      |
| 6. | FC Basel 1893 Futsal (A)   | 7:12         | 7:1   | 9:9   | 4:9     | 4:8     |       |         |      |
| 7. | Benfica Rorschach          | 5:10         | 4:7   | 9:6   | 9:5     | 3:6     | 5:6   |         |      |
| 8. | SPVGG Züri 86              | 6:20         | 6:8   | 5:8   | 8:9     | 3:8     | 7:7   | 7:7     |      |

### Playoffs Nationalliga A

#### Viertelfinals
| Datum    | Zeit  | Heimteam                   | Gastteam                | Resultat |
| -------- | ----- | -------------------------- | ----------------------- | -------- |
| 08.02.09 | 11:00 | Union 7 Futsal Club Zürich | R.C.D Futsal (A)        | 3:4      |
| 08.02.09 | 13:00 | Mobulu Futsal Uni Bern     | Futsal Löwen Zürich (M) | 4:8      |
| 08.02.09 | 15:00 | FC Schaffhausen Futsal     | Futsal Delminium        | 8:5      |
| 08.02.09 | 17:00 | Uni Futsal Team Bulle      | Salines Futsal          | 9:7      |

#### Halbfinals
| Datum    | Zeit  | Heimteam                | Gastteam               | Resultat |
| -------- | ----- | ----------------------- | ---------------------- | -------- |
| 15.02.09 | 13:00 | R.C.D Futsal (A)        | FC Schaffhausen Futsal | 4:13     |
| 15.02.09 | 15:00 | Futsal Löwen Zürich (M) | Uni Futsal Team Bulle  | 6:0      |

#### Final
| Datum    | Zeit  | Heimteam               | Gastteam                | Resultat |
| -------- | ----- | ---------------------- | ----------------------- | -------- |
| 22.02.09 | 14:00 | FC Schaffhausen Futsal | Futsal Löwen Zürich (M) | 7:9      |

## Nationalliga B – 2008/09
Die NLB wurde erweitert und bestand aus 31 Teams, die auf drei Gruppen mit acht, sowie einer Gruppe mit sieben Teams aufgeteilt wurden, dies nach regionalen Gesichtspunkten. Die vier Gruppensieger duellierten sich Finalspielen, wobei der Sieger der Gruppe 1 auf den Sieger der Gruppe 2 traf, sowie der Sieger der Gruppe 3 auf den Sieger der Gruppe 4. Die beiden Sieger dieser Halbfinalspielen stiegen in die NLA auf.

### Teilnehmer Nationalliga B – Saison 2008/09
| Gruppe 1                           | Gruppe 2                  | Gruppe 3                  | Gruppe 4                           |
| ---------------------------------- | ------------------------- | ------------------------- | ---------------------------------- |
| Geneva Futsal (damals FC Geneva 1) | Sipago Thun               | Club Futsal Freiamt       | Futsalclub Wald                    |
| Futsal Team Fribourg Old Fox       | Futsal Union Pratteln     | Dübendorfer Futsal Verein | FC Steckborn                       |
| FC Grand-Lancy                     | Club Futsal Wohlen        | Züri Flash                | Futsal Club Italia5 Winterthur (A) |
| FC La Chaux-de-Fonds               | KMF Kraljevo              | GSC Aarau                 | Dinamo US Avellino Zurigo          |
| FC Concordia Lausanne 2            | MNK Kuna Futsal Küssnacht | Lugano Pro Futsal         | Sporting Club Schaffhausen         |
| Uni Futsal Team Bulle 2            | FSC Monte Castelo         | Futsal Club Vitoria       | BSC Jona SG                        |
| Futsal Club Val de Travers         | Mobulu Futsal Uni Bern 2  | Futsal Brugg              | GSV Zürich                         |
| Futsal Club Cosmos Genève 2        | Olympique Basel           | SC Maria da Fonte Zürich  |                                    |

### Qualifikation Nationalliga B

#### Gruppe 1
|    | Verein                       | R | S | U | N | Tore  | Diff. | Punkte |
| -- | ---------------------------- | - | - | - | - | ----- | ----- | ------ |
| 1. | Geneva Futsal                | 7 | 7 | 0 | 0 | 96:26 | +70   | 21     |
| 2. | Futsal Team Fribourg Old Fox | 7 | 5 | 1 | 1 | 52:35 | +17   | 16     |
| 3. | FC Grand-Lancy               | 7 | 4 | 1 | 2 | 76:51 | +25   | 13     |
| 4. | FC La Chaux-de-Fonds         | 7 | 3 | 1 | 3 | 42:53 | −11   | 10     |
| 5. | FC Concordia Lausanne 2      | 7 | 3 | 0 | 4 | 61:59 | +2    | 9      |
| 6. | Uni Futsal Team Bulle 2      | 7 | 2 | 1 | 4 | 39:41 | −2    | 7      |
| 7. | Futsal Club Val de Travers   | 7 | 1 | 0 | 6 | 40:95 | −55   | 3      |
| 8. | Futsal Club Cosmos Genève 2  | 7 | 1 | 0 | 6 | 29:75 | −46   | 3      |

| Legende | Legende    |
| ------- | ---------- |
|         | Halbfinals |
| (A)     | Absteiger  |

|    | Team                         | Geneva | Old Fox | Lancy | Fonds | Concordia 2 | Bulle 2 | Travers | Cosmos 2 |
| -- | ---------------------------- | ------ | ------- | ----- | ----- | ----------- | ------- | ------- | -------- |
| 1. | Geneva Futsal                |        |         |       |       |             |         |         |          |
| 2. | Futsal Team Fribourg Old Fox | 3:12   |         |       |       |             |         |         |          |
| 3. | FC Grand-Lancy               | 6:9    | 7:7     |       |       |             |         |         |          |
| 4. | FC La Chaux-de-Fonds         | 2:11   | 3:9     | 4:9   |       |             |         |         |          |
| 5. | FC Concordia Lausanne 2      | 8:10   | 5:9     | 13:11 | 6:8   |             |         |         |          |
| 6. | Uni Futsal Team Bulle 2      | 4:9    | 2:3     | 8:13  | 4:4   | 6:7         |         |         |          |
| 7. | Futsal Club Val de Travers   | 1:32   | 5:9     | 7:16  | 5:7   | 6:16        | 5:10    |         |          |
| 8. | Futsal Club Cosmos Genève 2  | 2:13   | 1:12    | 3:14  | 9:14  | 9:6         | 0:5     | 5:11    |          |

#### Gruppe 2
|    | Verein                    | R | S | U | N | Tore  | Diff. | Punkte |
| -- | ------------------------- | - | - | - | - | ----- | ----- | ------ |
| 1. | Sipago Thun               | 7 | 6 | 0 | 1 | 57:29 | +28   | 18     |
| 2. | Futsal Union Pratteln     | 7 | 5 | 0 | 2 | 51:26 | +25   | 15     |
| 3. | Club Futsal Wohlen        | 7 | 5 | 0 | 2 | 61:39 | +22   | 15     |
| 4. | KMF Kraljevo              | 7 | 5 | 0 | 2 | 68:55 | +13   | 15     |
| 5. | MNK Kuna Futsal Küssnacht | 7 | 3 | 0 | 4 | 33:39 | −6    | 9      |
| 6. | FSC Monte Castelo         | 7 | 2 | 0 | 5 | 44:48 | −4    | 6      |
| 7. | Mobulu Futsal Uni Bern 2  | 7 | 2 | 0 | 5 | 37:51 | −14   | 6      |
| 8. | Olympique Basel           | 7 | 0 | 0 | 7 | 12:76 | −64   | 0      |

| Legende | Legende    |
| ------- | ---------- |
|         | Halbfinals |
| (A)     | Absteiger  |

|    | Team                      | Sipago | Pratteln | Wohlen | Kraljevo | Kuna | Castelo | Mobulu 2 | Olympique |
| -- | ------------------------- | ------ | -------- | ------ | -------- | ---- | ------- | -------- | --------- |
| 1. | Sipago Thun               |        |          |        |          |      |         |          |           |
| 2. | Futsal Union Pratteln     | 6:7    |          |        |          |      |         |          |           |
| 3. | Club Futsal Wohlen        | 7:6    | 2:7      |        |          |      |         |          |           |
| 4. | KMF Kraljevo              | 4:10   | 8:7      | 12:16  |          |      |         |          |           |
| 5. | MNK Kuna Futsal Küssnacht | 1:4    | 1:8      | 7:6    | 6:10     |      |         |          |           |
| 6. | FSC Monte Castelo         | 6:10   | 3:7      | 4:8    | 7:10     | 5:6  |         |          |           |
| 7. | Mobulu Futsal Uni Bern 2  | 4:7    | 5:9      | 2:9    | 2:9      | 6:4  | 5:12    |          |           |
| 8. | Olympique Basel           | 1:13   | 0:7      | 1:13   | 7:15     | 0:8  | 2:7     | 1:13     |           |

#### Gruppe 3
|    | Verein                    | R | S | U | N | Tore  | Diff. | Punkte |
| -- | ------------------------- | - | - | - | - | ----- | ----- | ------ |
| 1. | Club Futsal Freiamt       | 7 | 5 | 1 | 1 | 60:33 | +27   | 16     |
| 2. | Dübendorfer Futsal Verein | 7 | 4 | 1 | 2 | 43:41 | +2    | 13     |
| 3. | Züri Flash                | 7 | 4 | 0 | 3 | 52:45 | +7    | 12     |
| 4. | GSC Aarau                 | 7 | 3 | 2 | 2 | 55:42 | +13   | 11     |
| 5. | Lugano Pro Futsal         | 7 | 3 | 2 | 2 | 64:57 | +7    | 11     |
| 6. | Futsal Club Vitoria       | 7 | 2 | 1 | 4 | 41:51 | −10   | 7      |
| 7. | Futsal Brugg              | 7 | 1 | 2 | 4 | 33:55 | −22   | 5      |
| 8. | SC Maria da Fonte Zürich  | 7 | 1 | 1 | 5 | 38:62 | −24   | 4      |

| Legende | Legende    |
| ------- | ---------- |
|         | Halbfinals |
| (A)     | Absteiger  |

|    | Team                      | Freiamt | Dübendorf | Flash | Aarau | Lugano | Vitoria | Brugg | Maria |
| -- | ------------------------- | ------- | --------- | ----- | ----- | ------ | ------- | ----- | ----- |
| 1. | Club Futsal Freiamt       |         |           |       |       |        |         |       |       |
| 2. | Dübendorfer Futsal Verein | 5:6     |           |       |       |        |         |       |       |
| 3. | Züri Flash                | 9:8     | 10:4      |       |       |        |         |       |       |
| 4. | GSC Aarau                 | 5:7     | 5:5       | 5:3   |       |        |         |       |       |
| 5. | Lugano Pro Futsal         | 6:6     | 5:9       | 10:9  | 12:12 |        |         |       |       |
| 6. | Futsal Club Vitoria       | 4:15    | 7:8       | 6:7   | 7:6   | 0:5    |         |       |       |
| 7. | Futsal Brugg              | 2:11    | 6:7       | 3:7   | 3:12  | 11:10  | 4:4     |       |       |
| 8. | SC Maria da Fonte Zürich  | 2:7     | 2:5       | 9:7   | 5:10  | 10:16  | 6:13    | 4:4   |       |

#### Gruppe 4
|    | Verein                             | R | S | U | N | Tore  | Diff. | Punkte |
| -- | ---------------------------------- | - | - | - | - | ----- | ----- | ------ |
| 1. | Futsalclub Wald                    | 6 | 6 | 0 | 0 | 71:17 | +54   | 18     |
| 2. | FC Steckborn                       | 6 | 4 | 1 | 1 | 41:32 | +9    | 13     |
| 3. | Futsal Club Italia5 Winterthur (A) | 6 | 4 | 0 | 2 | 55:40 | +15   | 12     |
| 4. | Dinamo US Avellino Zurigo          | 6 | 3 | 0 | 3 | 36:41 | −5    | 9      |
| 5. | Sporting Club Schaffhausen         | 6 | 2 | 0 | 4 | 38:55 | −17   | 6      |
| 6. | BSC Jona SG                        | 6 | 1 | 1 | 4 | 32:32 | 0     | 4      |
| 7. | GSV Zürich                         | 6 | 0 | 0 | 6 | 21:77 | −56   | 0      |

| Legende | Legende    |
| ------- | ---------- |
|         | Halbfinals |
| (A)     | Absteiger  |

|    | Team                               | Wald | Steckborn | Italia | Avellino | Sporting | Jona | GSV |
| -- | ---------------------------------- | ---- | --------- | ------ | -------- | -------- | ---- | --- |
| 1. | Futsalclub Wald                    |      |           |        |          |          |      |     |
| 2. | FC Steckborn                       | 5:11 |           |        |          |          |      |     |
| 3. | Futsal Club Italia5 Winterthur (A) | 2:10 | 6:7       |        |          |          |      |     |
| 4. | Dinamo US Avellino Zurigo          | 4:12 | 5:9       | 6:8    |          |          |      |     |
| 5. | Sporting Club Schaffhausen         | 2:12 | 3:9       | 8:11   | 5:10     |          |      |     |
| 6. | BSC Jona SG                        | 2:5  | 4:4       | 5:10   | 2:3      | 7:9      |      |     |
| 7. | GSV Zürich                         | 2:21 | 3:7       | 4:18   | 5:8      | 6:11     | 1:12 |     |

### Playoffs Nationalliga B

#### Halbfinals
| Datum    | Zeit  | Heimteam        | Gastteam            | Resultat |
| -------- | ----- | --------------- | ------------------- | -------- |
| 01.02.09 | 12:00 | Sipago Thun     | Geneva Futsal       | 4:9      |
| 01.02.09 | 14:00 | Futsalclub Wald | Club Futsal Freiamt | 0:3      |

#### Final
| Datum    | Zeit  | Heimteam      | Gastteam            | Resultat |
| -------- | ----- | ------------- | ------------------- | -------- |
| 22.02.09 | 11:00 | Geneva Futsal | Club Futsal Freiamt | 12:5     |